# Principat de Galítsia
El Principat de Galítsia o Kalieshi/Kialioshi (ucraïnès: Галицьке князівство); romanització ucrainès:Halytske kniazivstvo ; rus:Галицкое княжество; antic eslau: Галицкоє кънѧжьство; romanès: Cnezatul Halici), o Principat de Galitsia Rus'va ser un principat eslau oriental medieval, i un dels principals estats regionals dins l'àmbit polític de la Rus de Kiev, establert per membres de la línia més antiga dels descendents de Iaroslau I. Un tret característic d'aquest regne era un paper important de la noblesa i dels ciutadans en la vida política, el qual era una condició principal per al domini del príncep. Galitsia, com s'esmenta cap al 1124, va ser la seu d'Ivan Vasilkóvitx, net de Rostislav de Tmutarakan. Segons Mikhailo Hrushevski, el regne de Galitsia va ser transferit a Rostislav a la mort del seu pare Vladimir de Nóvgorod, però aquest va ser expulsat pel seu oncle originari de Tmutarakan. El regne va passar a Yaropolk Iziaslavich, fill del Gran Príncep de Kíev Iziaslav I.Galitsia va esdevenir una regió històrica de l'Europa Central, avui dividida entre Polònia i Ucraïna, fomant part en l'actualitat de l'óblast d'Ivano-Frankivsk a l'Ucraïna Oriental.

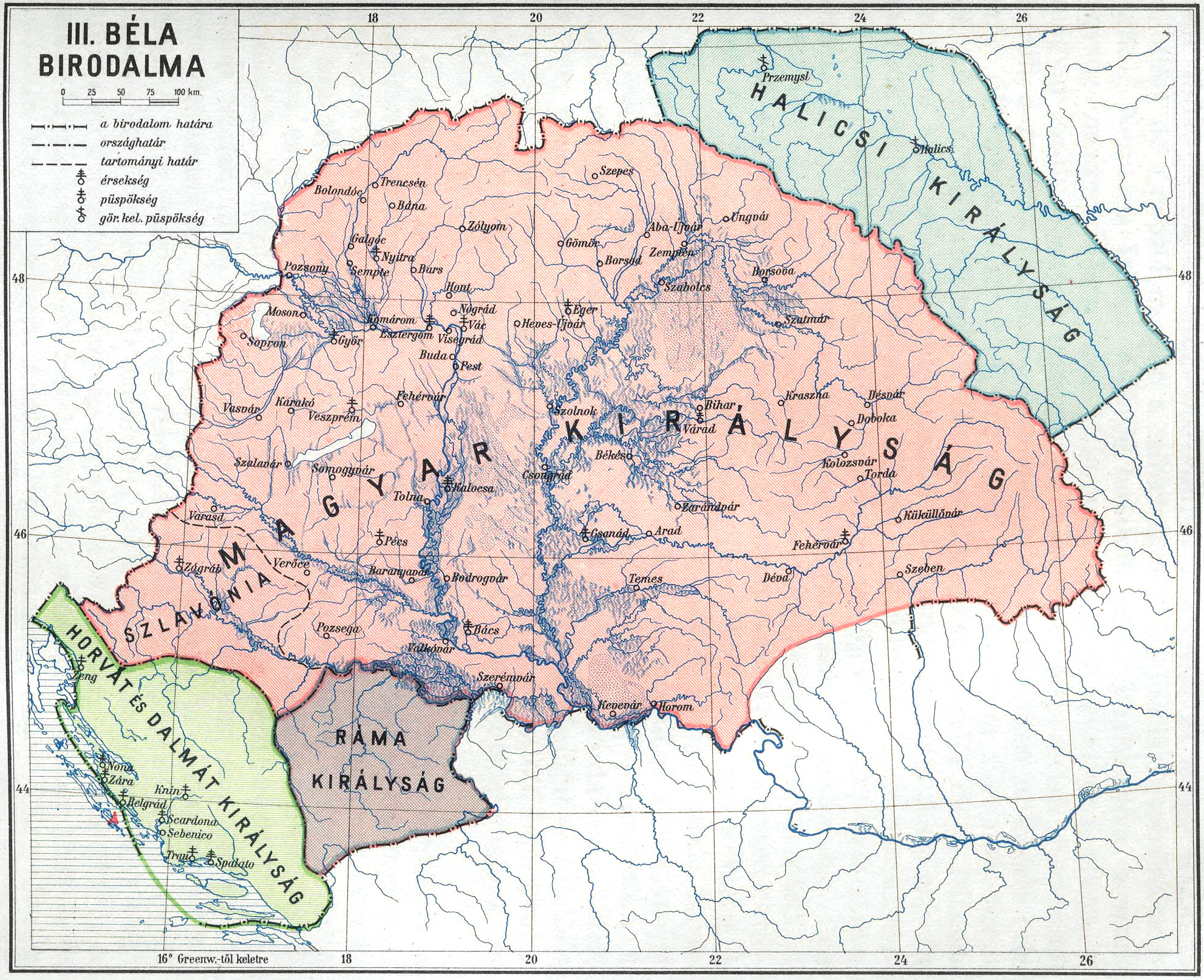
El Regne de Galitsia (blau) i el Regne d'Hongria (durant el regnat de Béla III d'Hongria)

## Inicis del Principat
Les primeres tribus eslaves registrades que vivien a les regions de la Ucraïna Roja van ser els croats blancs i els dulebes. L'any 907 les tribus de croats i dulebes es van involucrar en la campanya militar contra Constantinoble dirigida pel príncep rus Oleg de Novgorod. Aquesta va ser la primera evidència significativa d'afiliació política entre les tribus natives de la regió de l'Ucraina Roja. Segons Néstor el Cronista, alguns reductes de la part occidental de la Rússia Roja van ser conquerits per Vladimir I de Kiev el 981. El 992 o 993 Vladimir va dur a terme una campanya militar contra els croats. En aquesta època es va establir la ciutat de Volodimir en honor seu, la qual es va convertir en el principal centre de poder polític de la regió. Durant el segle xi, les ciutats frontereres occidentals, inclosa Przemyśl, van ser annexionades dues vegades pel Regne de Polònia (1018–1031 i 1069–1080). Mentrestant, Iaroslau I de Kíev va consolidar-se a la regió fundant la ciutat de Jarosław.
Com a part del territori Rus de Kíev, la zona es va organitzar més tard com la part sud del Principat de Volodimir. Al voltant de 1085, amb l'ajuda del Gran Príncep Vsèvolod de Kíev es van establir els tres germans Rostystlavych, fills de Rostislav Vladimirovich de Tmutarakan. Les seves terres estaven organitzades en tres principats més petits de Zveníhorod, Przemyśl i Terebòvlia. El 1097 el Principat de Terebòvlia va ser constituït pel Consell de Liubech després de diversos anys d'una guerra civil amb Vasilko Rostyslavych. El 1124 el Principat de Galitsia fou cedit com a principat menor a Igor Vasilkovich pel seu pare Vasilko.

## Unificació
El germans Rostislavich van defensar la separació política de Volodymyr i també va defensar la població dels enemics externs. En 1099, a la batalla del Camp de Rozhne els galitzians van derrotar l'exèrcit del príncep Sviatopolk II de Kíev i més tard també a l'exèrcit de rei hongarès Kálman I prop de Przemysl.
Aquestes dues victòries rellevants van suposar gairebé cent anys de desenvolupament relativament pacífic al Principat de Galítsia. Els quatre fills dels germans Rostystlavych van dividir la zona en quatre parts amb centres a Przemysl (Rostislav), Zvenyhorod (Volodymyrko), Hàlitx i Terebovlia (Ivan i Yuriy). Després de la mort de tres d'ells, Volodimirko va prendre Przemysl i Hàlix, i va donar Zvenyhorod a Ivan, fill del seu germà gran Rostyslav. El 1141 Volodymyrko va traslladar la seva residència de Przemysl a Hàlix, més afavorida geogràficament, donant naixement a la unió del Principat de Galítsia. L'any 1145 els ciutadans d'Hàlix, aprofitant l'absència de Volodymyrko, van cridar a Ivan de Zvenyhorod per regnar. Després de la derrota d'Ivan sota les muralles d'Hàlix, el Principat de Zvenygorod també es va incorporar a les terres de Galitsia.

## Regnat de Iaroslav Osmomysl

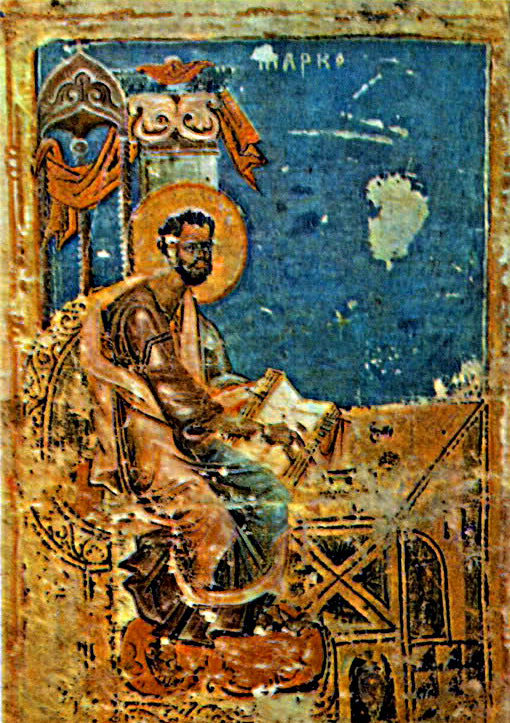
Miniatura de Sant Marc de l'Evangeli d'Halych del

Volodymyrko va dur a terme una política d'equilibri entre els seus veïns. Va aconseguir enfortir el poder del principat, incorporar algunes ciutats pertanyents al Gran Príncep de Kíev, tot i esforçant-se a mantenir-les malgrat el conflicte amb poderosos veins Iziaslav II de Kíev i el rei Géza II d'Hongria.
El 1152, després de la mort de Volodymyrko, el tron de Galítsia va ser succeït pel seu únic fill Iaroslav Osmomysl. Iaroslav va començar el seu regnat amb la batalla al riu Siret l'any 1153 enfrontant-se amb el príncep Iziaslav, la qual cosa va provocar grans pèrdues per als galitsians. Aquest darrer es retiraria i moriria poc després de la batalla. El perill de l'est havia passat i Iaroslav, utilitzant la via diplomàtica va arribar a la pau amb els seus altres veïns: Hongria i Polònia. Posteriorment, gràcies a les negociacions, Iaroslav va neutralitzar el seu únic rival: Ivan, el descendent més gran dels germans Rostislavich, antic príncep de Zvenyhorod.
Aquests èxits diplomàtics van permetre a Iaroslav centrar-se en el desenvolupament intern del Principat: és a dir, la construcció de nous edificis a la capital i altres ciutats, l'enriquiment dels monestirs, així com l'enfortiment del seu poder sobre el territori en els cursos inferiors dels rius Dniéster, Prut i Danubi. Durant aquest temps, ca 1157, es comença la construcció de la catedral de l'Assumpció a Hàlitx, el segón temple més gran de l'antiga Rus després de la Catedral de Santa Sofia a Kíev. La ciutat mateixa es va convertir en una gran conurbació d'aproximadament 11 x 8,5 quilòmetres de mida. Malgrat la seva forta posició en l'àmbit internacional, Iaroslav restava sota el control dels ciutadans galitsians, la voluntat dels quals va haver de considerar fins i tot de vegades en qüestions de la seva vida personal i familiar.

## Principi de "Llibertat en prínceps"

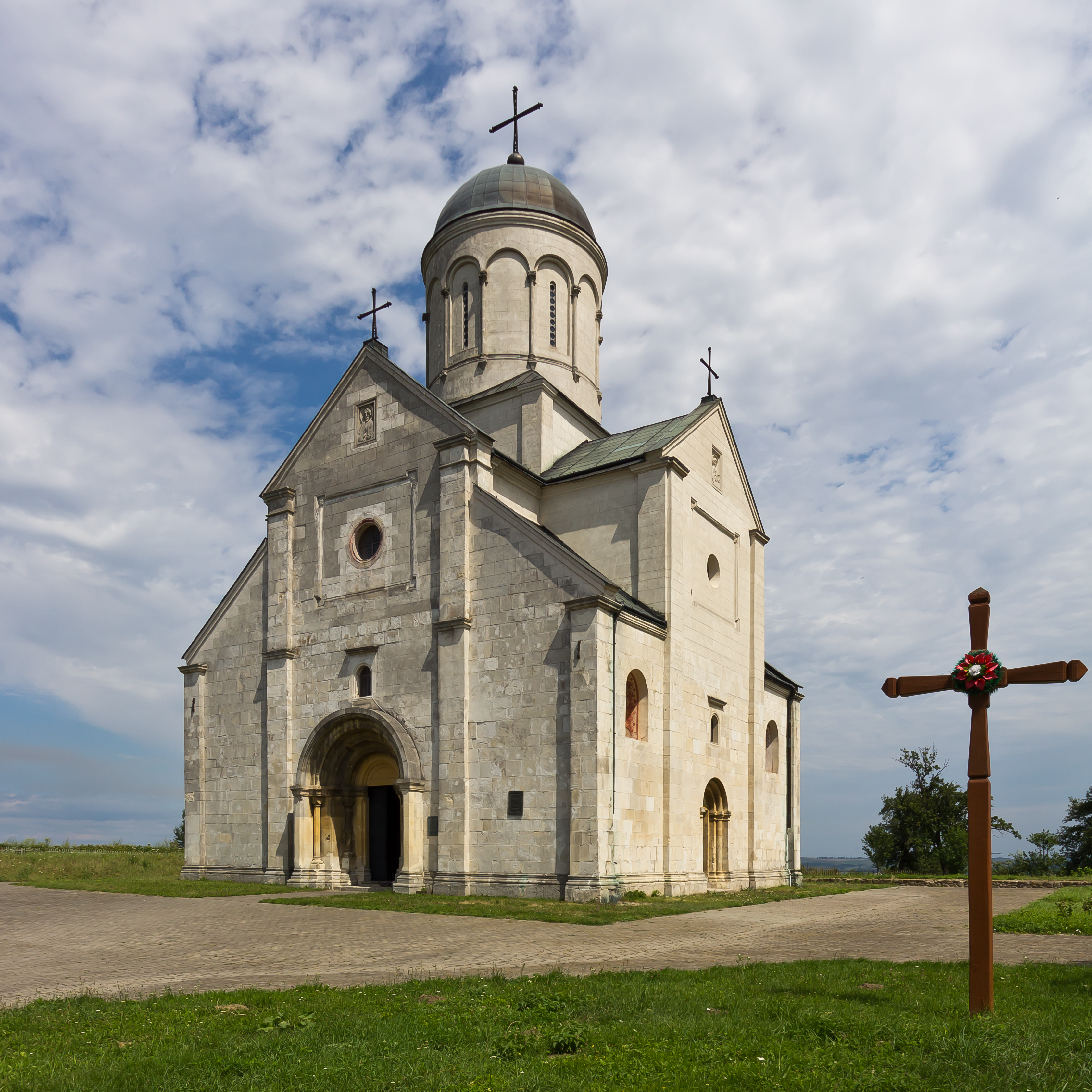
Església de Sant Panteleimon a Halych. Finals del.

Una característica significativa de la vida política del Principat de Galitsia va ser el paper decisiu dels nobles i dels ciutadans en la vida del principat. Els galitsians van utilitzar el principi de "llibertat de prínceps" i ells mateixos van convidar i expulsar la noblesa i afavorir una trasició cap a un govern republicà. Contràriament a la voluntat de Iaroslav, que havia deixat el tron al seu fill petit Oleg, els galitzians van afavorir al germà d'Osmomysl, Vladimir II Iaroslavich, després d'un conflicte amb el príncep de Volodymyr, Roman el Gran. Aquest va ser substituït aviat per Andreu II, fill del rei hongarès Béla III. El motiu d'aquesta elecció va ser una llibertat total de govern que va ser garantida per Béla i Andreu als galitsians. Aquest període es pot considerar com la primera experiència de govern autònom per part de nobles i ciutadans. Tanmateix, el comportament de la guarnició hongaresa i els seus intents d'instal·lar ritus catòlics romans van provocar un altre canvi al tron amb Vladimir II, que va governar a Hàlix la dècada següent fins a l'any 1199.

## Autocràcia de Romà el Gran i unificació amb Volínia

Escut del Principat de Galistia-Volinia (1119-1349)

Després de la mort de Vladimir II el 1199, els galitsians van iniciar negociacions amb els fills del seu germà Iaroslav Osmomysl i el llegendari príncep Igor Sviatoslvich, heroi principal del poema El conte de la campanya d'Igor, sobre la successió al tron de Galitsia. El príncep Roman Volodymir entraria en escena amb l'ajuda del príncep Leszek el Blanc i van aconseguir fer-se amb Hàlix malgrat la forta resistència dels residents. Els sis anys següents van se un període de repressió continuada contra la noblesa i ciutadania, així com una important expansió territorial i política que va transformar Hàlitx en el centre principal de tota la Rus. El Principat de Volínia es va unir amb Galitsia però aquesta vegada sota el t´tol de Principat de Galítsia-Volínia. Entre els contendents dels germans Igorevich al tron, un nou conflicte va permetre a Roman el Gran establir el seu control sobre Kíev i posar-hi les seus afins, un d'ells amb el consentiment de Vsevolod III. Després de campanyes victorioses contra els cumans, i probablement els lituans, Romà el Gran va assolir el cim del seu poder i va ser anomenat en els anals com "el tsar i autocràtor de tota la Rus". Després de la mort de Roman en 1205, la seva vídua va demanar ajuda al rei hongarès Andreu II, per mantenir el seu poder al principat, el qual li va enviar la guarnició militar. Però cap el 1206 els galitsians van tornar a convidar a Vladimir III Igorevich, juntament amb els fills a fugir de la ciutat.

## Consolidació del govern dels ciutadans-nobles

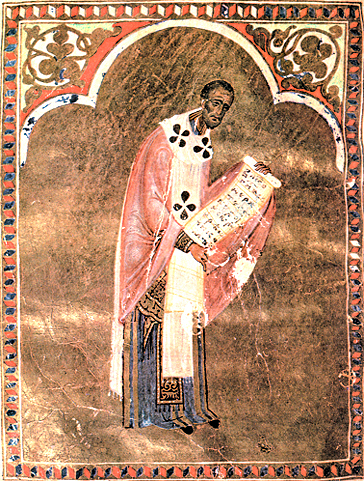
Miniatura de Joan Crisòstom, Missal de Przemyśl, principis del.

Vladimir III va regnar a Galitsia només durant dos anys. Com a conseqüència dels pleits amb el seu germà Romà II, va ser expulsat i aquest va prendre el tron del principat. Molt aviat Roman va ser substituït per Rostislav II de Kíev. Quan Romà II va aconseguir enderrocar Rostislav, els galitsians van demanar ajuda al rei hongarès que va enviar a Hàlitx a Benet, palatí d'Hongria. Mentre Benet restava a Hàlitx, els ciutadans van cridar al tron el príncep Mstislav de Peresopnytsya, que eria també rebutjat i enviat a casa. En un esforç per desfer-se de Benet, els ciutadans van tornar a demanar ajuda als germans Igorevich, Vladimir III i Roman II, que van expulsar Benet i van recuperar el seu domini al Principat. Vladimir III es va establir a Hàlitx, Roman II a Zvenigorod i el seu germà Svyatoslav a Przemysl. Els intents dels germans Igorevich de governar per ells mateixos van provocar un conflicte amb els galitsians durant el qual molts d'ells van ser assassinats. A causa d'aquests conflictes els germans Igorevich serien executats. Al tron va ser col·locat el fill jove de Romà el Gran Daniel de Galitsia. Després que la seva mare Anna de Bizanci va intentar concentrar el poder a les seves mans com a regent, va ser desterrat de la ciutat i Mstislav el Mut va ser novament convidat a regnar, però va fugir tement que les tropes hongareses fossin cridades per la mare de Daniel. Després del fracàs de la campanya del rei hongarès, la comunitat local havia fet un pas únic en la història de Rus, entronitzat en data por concreta ca. 1211-1213 un dels nobles galitsians Volodyslav Kormylchych. Aquest episodi es pot considerar com un cim de la democràcia ciutadana-noble a Hàlitx.
El govern de Volodyslav va provocar l'agressió dels estats veïns, i malgrat la resistència dels galitsians van aconseguir aturar l'exèrcit de Volodyslav. El 1214 el rei hongarès Andreu i el príncep polonès Leszek van signar un acord sobre la partició del principat de Galitsia. L'extrem occidental, Przemyśl, va passar a Polònia, i la resta a Hongria. El palatí Benet va tornar a Hàlix i el fill del rei hongarès Andreu II, va rebre la corona del Papa amb el títol de "Rei de Galítsia". Però el conflicte religiós amb la població local i la presa per part dels hongaresos del territori que va ser transferit a Polònia, van provocar l'expulsió el 1215 de totes les forces estrangeres i l'entronització del príncep Mstislav Mstislàvitx de Novgorod, sota el regnat del qual es va concentrar tot el poder a les mans de la noblesa. El príncep no disposava ni tan sols l'exèrcit galitsià,i donat que tampoc era popular entre els seus subdits, aquests van començar a afavorir el príncep Andreu. El 1227 Mstislav va permetre que la seva filla es casés amb ell, i se li va atorgar el govern de Galitsia. Andreu va ser durant molt de temps el favorit del principat a causa d'afavorir els drets de la noblesa. Amb tot, l'any 1233 una part dels galitsians van convidar a Daniel per encapçalar de nou el principat. A conseqüència del setge i la mort d'Andreu, Daniel es va apoderar breument de la capital, però es va veure obligat a abandonar-la sense trobar el suport de la majoria dels ciutadans. L'any 1235, per invitació dels galitsians va arribar al poder el príncep de Chernigov el Miquel de Chernigov, Mikhail Vsevolodovic, i el seu fill Rostislav. Durant la invasió mongola de Rússia, Hàlitx es torna a les mans de Daniel, però el seu poder no va ser segur, perquè en aquest moment la crònica esmenta una ascensió al tron d'un noble local Dobroslav Suddych.

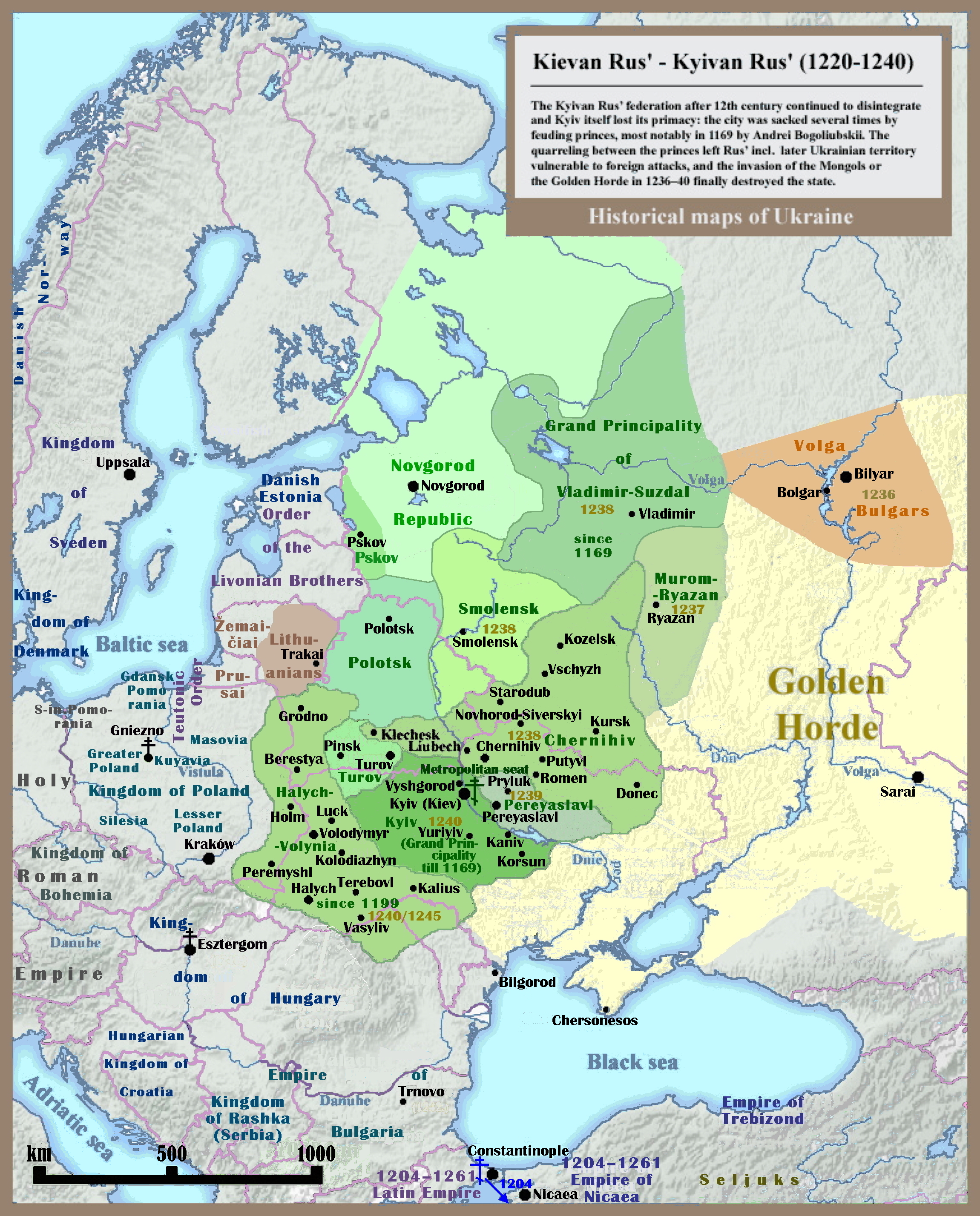
Mapa històric de l'estat Rus de Kíev (1220-1240)

## Daniel de Galitsia i la invasió mongola
A la dècada de 1240 en la història del Principat de Galitsia es van produir canvis importants. El 1241 Нàlix va ser capturada per l'exèrcit mongol. El 1245 Daniel va guanyar una batalla decisiva sobre l'exèrcit hongarès-polonès al seu oponent Rostislav i torna a unir Galistia amb Volínia. Després de la victòria va construir la seva residència a Holm a la part occidental de Volinia. A continuació Daniel va visitar Batu Khan, i van començar els pagaments d'homenatge a l'Horda d'Or. Tots aquests factors van provocar l'inici de la decadència cultural, econòmica i política d'Hàlix.

## Fi del Principat
Ja a l'època del govern de Daniel, Galitsia va recórrer a les mans del seu fill gran Lleó I d'Hàlix, qui, després de la mort del seu pare, prengué gradualment el poder a totes les zones de Volínia. A la segona meitat del segle xiii, va configurar la zona de Lviv, un nou centre polític-administratiu, fundat prop de Zvenigorod a la frontera amb Volínia. Cap al 1300, Lleo, va assolir en poc temps el poder sobre Kíev, tot i que depenent de l'Horda d'Or. Després de la mort de Lleó, el centre de l'estat unit Galitsia-Volinia tornà a la ciutat de Volodimir. En els temps dels prínceps següents, els nobles van recuperar progressivament el poder, i de 1341 a 1349, va passar a les mans del noble Dmitro Dedko, en el regnat nominal del príncep Liubartas. El 1349, després de la mort de Dmitro, el rei polonès Casimir III va marxar a Lviv, mentre coaccionava amb l'Horda d'Or i al regne hongarès. El resultat va ser el final de la independència política d'Hàlitx i la seva annexió a la corona polonesa.
El 1387 totes les terres del principat de Galitsia van ser incloses a les possessions de la reina polonesa Eduvigis. Més tard el 1434 es van transformar en el voivodat de Rus. El 1772, Galistia es va unir a l'Imperi austríac dins del qual existia com a unitat administrativa anomenada " Regne de Galítsia i Lodomeria " amb el centre a Lviv.

## Relacions amb l'Imperi Romà d'Orient
El Principat de Galitsia va tenir uns vincles estrets amb l'Imperi Romà d'Orient, més propers que qualsevol altre principat de la Rus de Kíev. Segons alguns registres, la filla de Volodar de Peremyshl, Irina, es va casar el 1104 amb Isaac Comnè, el tercer fill de l'emperador romà d'Orient Aleix I Comnè. El seu fill, el futur emperador Andrònic I Comnè, va viure algun temps a Hàlix i va governar per diverses ciutats del principat els anys 1164-65. Segons els informes de Bartomeu de Lucca, l'emperador romà d'Orient Aleix III Àngel va fugir a Hàlix després del Setge de Constantinoble el 1204 pels croats. El Principat de Galítsia i l'Imperi Romà van ser aliats freqüents en la lluita contra els Cumans.

## Prínceps de Halych
| Princeps de Halych (segons М. Hrushevsky) | Princeps de Halych (segons М. Hrushevsky) | Princeps de Halych (segons М. Hrushevsky)                                                |
| Princep                                   | Anys                                      | Detalls                                                                                  |
| ----------------------------------------- | ----------------------------------------- | ---------------------------------------------------------------------------------------- |
| Ivan Vasylkovych                          | 1124–1141                                 | fill de Vasilko Rostyslavych de Terebovel' (no esmentat a la llista Hrushevsky)          |
| Volodymyrko Volodarovych                  | 1141–1144                                 | fill del Princep de Przemysl Volodar Rostyslavych                                        |
| Ivan Rostyslavych Berladnyk               | 1144                                      | fill del Princep de Przemysl Rostyslav Volodarovich (no esmentat a la llista Hrushevsky) |
| Volodymyrko Volodarovych                  | 1144–1153                                 | segon cop governant                                                                      |
| Yaroslav Osmomysl                         | 1153–1187                                 | fill de Volodimyrko Volodarovych                                                         |
| Oleg Yaroslavich                          | 1187                                      | fill de Iaroslav Osmomysl                                                                |
| Vladimir II Yaroslavich                   | 1187–1188                                 | fill de Iaroslav Osmomysl                                                                |
| Roman Mstyslavych                         | 1188–1189                                 | Princep de Volhynia                                                                      |
| Vladimir II Yaroslavich                   | 1189–1199                                 | fill de Iaroslav Osmomysl, segon cop governant                                           |
| Roman Mstyslavych                         | 1199–1205                                 | segon cop governant                                                                      |
| Daniel Romanovych                         | 1205–1206                                 | fill de Roman Mstyslavych                                                                |
| Vladimir III Igorevich                    | 1206–1208                                 | de la línia Chernihov, Dinastia rurikida                                                 |
| Roman II Igorevich                        | 1208–1209                                 | germà de Volodymyr Igorevych                                                             |
| Rostislav II of Kiev                      | 1210                                      | fill de Rurik II de Kiev                                                                 |
| Roman II Igorevich                        | 1210                                      | segon cop governant                                                                      |
| Vladimir III Igorevich                    | 1210–1211                                 | segon cop governant                                                                      |
| Daniel Romanovych                         | 1211–1212                                 | segon cop governant                                                                      |
| Mstyslav de Peresopnytsia                 | 1212–1213                                 | de la línia Volhynia, Dinastia rurikida                                                  |
| Volodyslav Kormyl'chych                   | 1213–1214                                 | boiar de Halych                                                                          |
| Coloman II                                | 1214–1219                                 | fill de Andrew II of Hungary                                                             |
| Mstislav Mstislàvitx                      | 1219                                      | de la línia Kievan lin, dinastia rurikida, net de Iaroslav Osmomysl (línia materna)      |
| Coloman II                                | 1219–1221?                                | segon cop governant                                                                      |
| Mstyslav Mstislàvitx                      | 1221?-1228                                | segon cop governant                                                                      |
| Аndriy Andrievych                         | 1228–1230                                 | fill de Andreu II d'Hongria                                                              |
| Daniel Romanovych                         | 1230–1232                                 | tercer cop governant                                                                     |
| Аndiy Andrievych                          | 1232–1233                                 | segon cop governant                                                                      |
| Daniel Romanovych                         | 1233–1235                                 | cuart cop governant                                                                      |
| Michael Vsevolodovich                     | 1235–1236                                 | de la línia Chernihov, dinastia rurikida                                                 |
| Rostislav Mikhailovich                    | 1236–1238                                 | fill de Miquel Vsevolodovich, de la línia Chernihov, dinastia rurikida                   |
| Daniel Romanovych                         | 1238–1264                                 | cinquè cop governant                                                                     |
| Shvarnas Danilovych                       | 1264–1269                                 | fill de Daniel, co-regent de Lleó I de Galitsia                                          |
| Leo I de Galitsia                         | 1264–1301?                                | fill de Daniel                                                                           |
| Yuri I de Galitsia                        | 1301?-1308?                               | fill de Lev I                                                                            |
| Leo II de Galistia                        | 1308–1323                                 | fill de Yuri I                                                                           |
| Volodymyr Lvovych                         | 1323–1325                                 | fill de Lev II                                                                           |
| Yuri II Boleslav                          | 1325–1340                                 | de la línia de la princesa Mazovian, ent de Yuri I                                       |
| Dmitrii Liubartas                         | 1340–1349                                 | de la línia de la princesa lituana                                                       |